# Addison McDowell
Addison Parker McDowell (Whiteville, 21 gennaio 1994) è un politico statunitense, membro della Camera dei Rappresentanti per lo stato della Carolina del Nord dal 2025.

## Biografia
Addison McDowell crebbe a Lexington e frequentò la University of North Carolina at Charlotte. Fu collaboratore dei politici Richard Hudson e Ted Budd.
Lavorò successivamente come lobbista per la Blue Cross Blue Shield Association.
Nel 2024 si candidò alla Camera dei Rappresentanti come membro del Partito Repubblicano. Affermò di essersi avvicinato alla politica dopo la morte del fratello minore Luke, avvenuta nel 2016 a causa di un'overdose di fentanyl. McDowell si piazzò al primo posto nelle primarie repubblicane, raccogliendo il 26% dei voti ed avanzando al ballottaggio insieme all'ex deputato Mark Walker, giunto secondo con il 24%. Walker, tuttavia, si ritirò dal ballottaggio per collaborare alla campagna elettorale di Donald Trump per le elezioni presidenziali, rendendo di fatto McDowell il candidato repubblicano.
Nelle elezioni generali, McDowell conquistò il 69% dei voti e divenne così membro del Congresso. All'età di trent'anni, risultò uno dei più giovani deputati eletti in quella tornata.